# Brouwerij Blanckaert (Aalst)
De Brouwerij Blanckaert is een voormalige brouwerij in Aalst en was actief van 1909 tot 1914. 
Brouwerij Blanckaert was de voortzetting van Brouwerij Burny in de Walstraat te Aalst (tot de Duitse bezetter in de Eerste Wereldoorlog het koper opeiste), niet te verwarren met de Brouwerij Burny frères die in 1936 fuseerde met Brouwerij Zeeberg.

## Geschiedenis

### Brouwerijnamen[2]
- Brasserie Fraçois Burny-Burny (Gheeraerdtslaan) van 1871 tot 1900
- Brasserie Burny frères et soeurs tot 1900
- Brasserie François Burny tot 1903
- Brasserie Burny enfants tot 1908
- Brasserie Joseph Burny tot 1909
- Brasserie R.Blanckaert tot 1918